# EPA SWMM (logiciel)

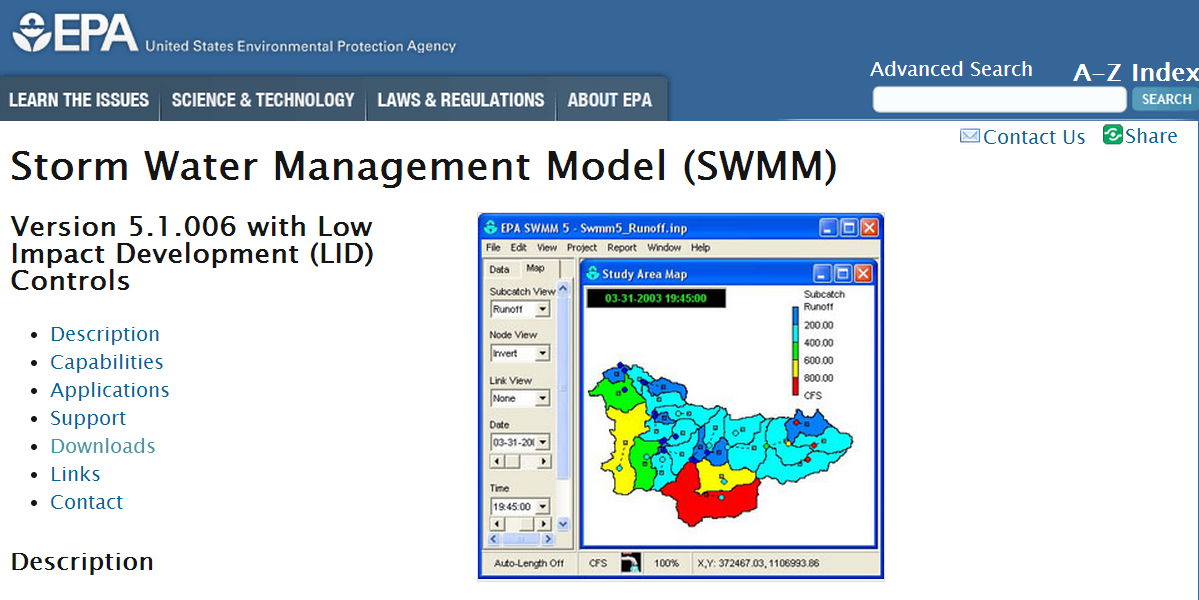
Modèle de gestion des eaux pluviales, Storm Water Management Model (EPA SWMM)

Le modèle de gestion des eaux pluviales, Storm Water Management Model (SWMM) est un logiciel de modélisation hydraulique. Il a été développé entre 1969 et 1971 par l'Agence de protection de l'environnement des États-Unis (EPA). Cet outil permet d'analyser et de concevoir les réseaux de drainage urbain, il est adapté à la gestion des eaux pluviales et des inondations en milieu urbain. Il inclut un modèle de simulation dynamique des précipitations, du ruissellement, de la quantité et de la qualité des eaux de surface.

## Histoire
Le logiciel SWMM a été développé pour la première fois entre 1969 et 1971. Il a subi plusieurs mises à niveau majeures depuis ces années. Les principales mises à niveau ont été : (1) Version 2 entre 1973 et 1975, (2) Version 3 entre 1979 et 1981, (3) Version 4 entre 1985 et 1988 et (4) Version 5 entre  2001 et 2004. Une liste des principaux changements et des changements survenus après 2004 est présentée dans le tableau 1. L'édition actuelle de SWMM, la version 5.2.3, est une réécriture complète des versions précédentes en Fortran, cette fois-ci en langage de programmation C. Le code de SWMM5 est open source et appartient au domaine public, il peut être téléchargé à partir du site Web de l'EPA. L'historique des mises à jour de SWMM 5, depuis la version originale SWMM 5.0.001 jusqu'à la version actuelle SWMM 5.2.3 peut être consulté sur le site Web de l'EPA.
SWMM 5 a été approuvé par la page d'approbation du modèle FEMA en mai 2005. SWMM 5 est utilisé comme moteur de calcul pour de nombreux packages de modélisation (voir la section Plateforme SWMM 5 de cet article) et certains composants de SWMM5 se trouvent dans d'autres packages de modélisation (voir la section Fournisseur SWMM 5 de cet article).

## Description du programme
Le modèle de gestion des eaux pluviales de l'EPA (SWMM) est un modèle de simulation dynamique de l'écoulement des eaux de pluie utilisé pour la simulation d'un événement unique ou à long terme (en continu) de la quantité et de la qualité des eaux de ruissellement provenant principalement de zones urbaines. La composante ruissellement de SWMM est calculée sur un ensemble de sous-bassins versants qui reçoivent des précipitations et génèrent du ruissellement et des polluants. SWMM suit la quantité et la qualité des eaux de ruissellement générées dans chaque sous-bassin versant, ainsi que le débit, la hauteur d'eau dans les conduites et la qualité de l'eau dans chaque tronçon au cours du temps.
SWMM prend en compte divers processus hydrologiques qui produisent du ruissellement dans les zones urbaines. Ceux-ci incluent : 
1. les précipitations variables dans le temps
2. l'évaporation de l'eau de surface stagnante
3. l'accumulation et la fonte de la neige
4. l'interception des précipitations par le stockage de dépression
5. l'infiltration des précipitations dans les couches de sol non saturées
6. la percolation de l'eau infiltrée dans les couches de nappe phréatique
7. l'écoulement interstitiel entre la nappe phréatique et le système de drainage
8. le routage par réservoir non linéaire de l'écoulement de surface
9. l'utilisation de méthodes compensatoires (LID) pour limiter les écoulements de surface en milieu urbain.

Le logiciel SWMM contient également un ensemble flexible de capacités de modélisation hydraulique utilisées pour acheminer le ruissellement et les apports externes à travers un réseau urbain. Les capacités hydrauliques du logiciel sont les suivantes : 
1. gestion de réseaux de taille illimitée·
2. grande variété de formes de conduites fermées et ouvertes standard ainsi que des canaux naturels
3. modélisation des éléments spécifiques tels que des unités de stockage/traitement, des diviseurs de flux, des pompes, des déversoirs et des orifices
4. prise en compte des apports externes et des entrées de qualité d'eau provenant du ruissellement de surface, de l'écoulement interstitiel de la nappe phréatique, des infiltrations/influx dépendants des précipitations, des écoulements sanitaires en période sèche et des apports définis par l'utilisateur
5. méthodes de routage des flux par onde cinématique ou par onde dynamique complète
6. modélisation de divers régimes d'écoulement, tels que les contre-courants, les refoulements, les flux inversés et les étangs de surface·
7. application de règles de contrôle dynamiques définies par l'utilisateur pour simuler le fonctionnement des pompes, des ouvertures d'orifices et des niveaux de crête des déversoirs.

La variabilité spatiale de tous ces processus est obtenue en divisant la zone d'étude en plusieurs sous-ensemble, les sous-bassins versants. Chacune de ces sous-catégories contenant sa propre fraction de zones perméables et imperméables. Les écoulements de surface peuvent être acheminés entre les sous-bassins ou entre les points d'entrée d'un système de drainage.
EPA SWMM est un logiciel du domaine public qui peut être librement copié et distribué. Le domaine public de SWMM 5 comprend le code moteur en C et le code de l'interface graphique SWMM 5 en Delphi. Le code en C et le code Delphi peuvent être facilement modifiés et re-compilés par des étudiants et des professionnels.

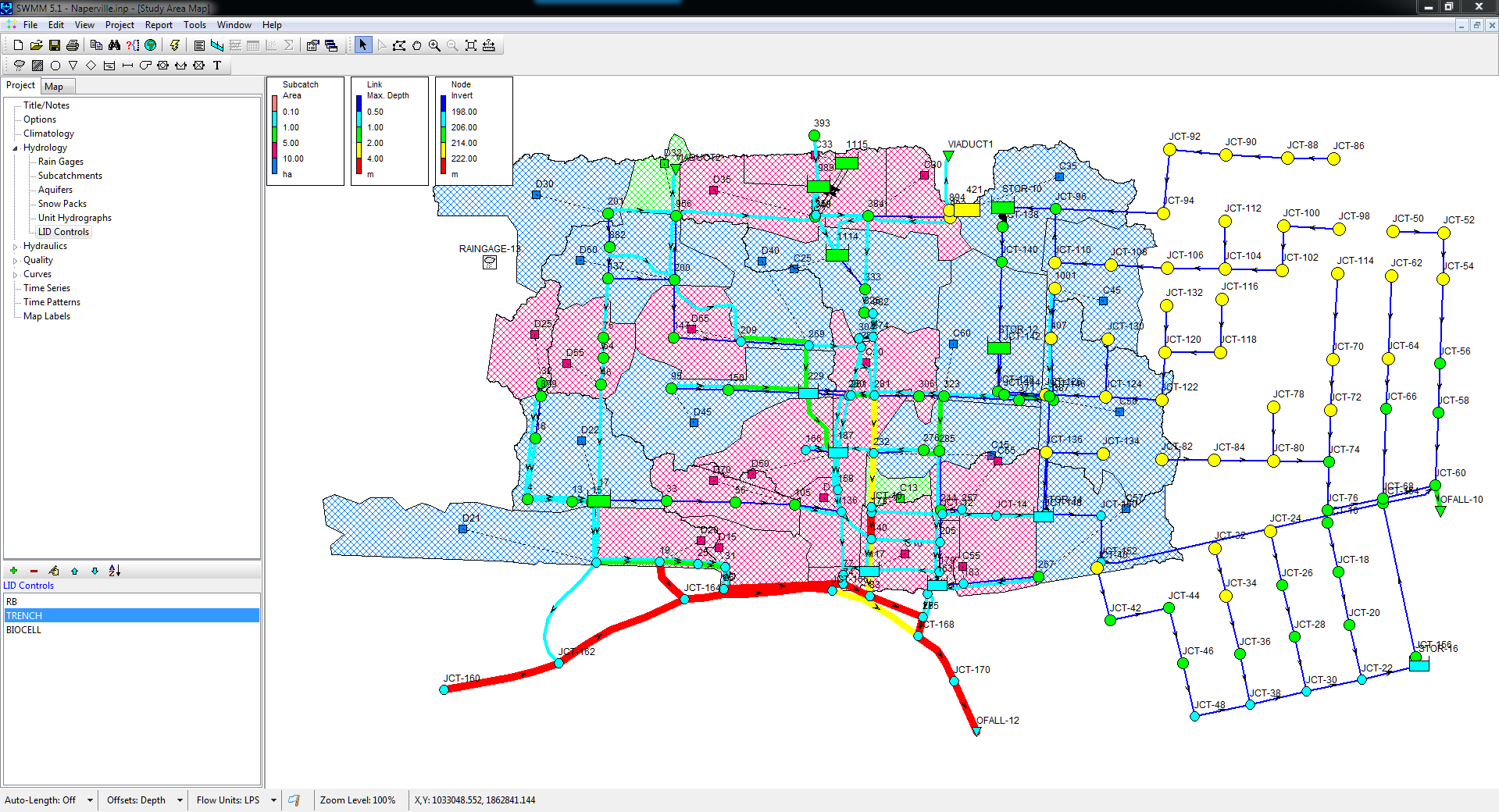
Figure 1. Interface utilisateur graphique de simulation du modèle SWMM 5

## Modèle conceptuel de SWMM
SWMM conceptualise un système de drainage comme une série de flux d'eau et de matériaux entre plusieurs compartiments environnementaux majeurs. Ces compartiments et les objets SWMM qu'ils contiennent incluent :
Le compartiment de l'atmosphère, à partir duquel les précipitations tombent et les polluants sont déposés sur le compartiment de la surface terrestre (voir après). SWMM utilise l'objet "Pluviomètre" pour représenter les apports de précipitations dans le système. Ces objets peuvent utiliser des séries temporelles, des fichiers texte externes ou des fichiers de données pluviométriques de la NOAA. Grâce à l'extension SWMM-CAT pour SWMM5, le changement climatique peut désormais être simulé en modifiant la température, l'évaporation ou les précipitations.
Le compartiment de la surface terrestre, qui est représenté par un ou plusieurs objets de sous-bassins. Il reçoit des précipitations du compartiment Atmosphère sous forme de pluie ou de neige ; il envoie des écoulements sous forme d'infiltration vers le compartiment des nappes souterraines ainsi que sous forme de ruissellement de surface et de charges polluantes vers le compartiment de transport. Les contrôles de développement à faible impact (LID) font partie des sous-bassins et permettent de représenter le stockage, l'infiltration ou l'évaporation.
Le compartiment des nappes souterraines reçoit l'infiltration du compartiment de la surface terrestre et transfère une partie de cet apport au compartiment de transport. Ce compartiment est modélisé à l'aide des objets "Aquifères". La connexion avec le compartiment de transport peut être une frontière statique ou une profondeur dynamique dans les canaux. Les liens dans le compartiment de transport incluent désormais également des fonctions de suintement et d'évaporation.
Le compartiment de transport contient les éléments relatifs au réseau de drainage urbain (canaux, tuyaux, pompes et régulateurs) et des unités de stockage ou traitement qui transportent l'eau vers des exutoires ou des installations de traitement. Les apports à ce compartiment peuvent provenir du ruissellement de surface, des inter-flux des nappes souterraines ou de courbes de débit définies par l'utilisateur. Les composants du compartiment de transport sont modélisés avec des objets "Nœuds" et "Liens".
Tous les compartiments ne doivent pas nécessairement apparaître dans un modèle SWMM. Par exemple, il est possible de modéliser uniquement le compartiment de transport en utilisant des courbes de débit pré-définies comme entrées. Si le routage des ondes cinématiques est utilisé, les nœuds n'ont pas besoin de contenir un exutoire.

## Paramètres du modèle
Les paramètres de modèle simulés pour les sous-bassins comprennent la rugosité de la surface étudiée, le stockage dans les dépressions, la pente, la longueur du chemin d'écoulement et les données relatives à l'infiltration.
Dans le cas de l'infiltration, différents paramètres sont à implémenter en fonction de la méthode choisie :
- Horton : taux max/min et constante de décroissance ;
- Green-Ampt : conductivité hydraulique, déficit initial en humidité et hauteur de succion ;
- Soil Conservation Service (SCS) : curve number ;

Dans l'ensemble des cas, le temps nécessaire pour que le sol saturé se vide complètement est à renseigner.
Pour les conduites, il faut définir la rugosité (coefficient de Manning, n), la longueur de chaque tronçon et la forme de l'orifice.
Les autres paramètres principaux d'entrée pour les sous-bassins incluent :
1. Pluviomètre assigné.
2. Nœud ou sous-bassin de sortie et fraction d'acheminement.
3. Usages des sols assignés.
4. Surface tributaire.
5. Pourcentage d'imperméabilité et pourcentage de zones imperméables à zéro stockage.
6. Pente.
7. Largeur caractéristique de l'écoulement de surface.
8. Rugosité de Manning pour l'écoulement de surface dans les zones perméables et imperméables.
9. Stockage dans les dépressions pour les zones perméables et imperméables.
10. Pourcentage de la zone imperméable sans stockage dans les dépressions.
11. Paramètres d'infiltration.
12. Couverture de neige.
13. Paramètres des eaux souterraines.
14. Paramètres LID pour chaque contrôle LID utilisé.

Les pluviomètres dans SWMM5 fournissent des données de précipitations pour une ou plusieurs zones de sous-bassins dans une région d'étude. Les données de précipitations peuvent être soit une série temporelle définie par l'utilisateur, soit provenir d'un fichier externe. Plusieurs formats de fichiers de précipitations populaires actuellement en usage sont pris en charge, ainsi qu'un format standard défini par l'utilisateur. Les principales propriétés d'entrée des pluviomètres incluent :
1. Type de données pluviométriques (par exemple, intensité, volume ou volume cumulé).
2. Intervalle de temps d'enregistrement (par exemple, horaire, toutes les 15 minutes, etc.).
3. Source des données pluviométriques (série temporelle d'entrée ou fichier externe).
4. Nom de la source des données pluviométriques.

## Composantes principales du logiciel
Les principaux objets ou composantes hydrologiques et hydrauliques de SWMM 5 sont :
1. GAGE : pluviomètre
2. SUBCATCH : sous-bassin
3. NODE : nœud du système de transport
4. LINK : lien du système de transport
5. POLLUT : polluant
6. LANDUSE : catégorie d'occupation du sol
7. TIMEPATTERN : modèle temporel pour l’écoulement en période sèche
8. CURVE : tableau générique de valeurs
9. TSERIES : série temporelle générique de valeurs
10. CONTROL : règles de contrôle du système de transport
11. TRANSECT : section transversale irrégulière
12. AQUIFER : aquifère souterrain
13. UNITHYD : hydrogramme unitaire RDII
14. SNOWMELT : ensemble de paramètres pour la fonte des neiges
15. SHAPE : forme de conduit personnalisée
16. LID : unités de traitement LID

## Méthodes d'infiltration
L'infiltration est le processus par lequel les précipitations pénètrent la surface du sol dans la zone non saturée des zones perméables des sous-bassins. SWMM5 propose quatre choix pour modéliser l'infiltration : la méthode d'Horton (ou méthode classique d'infiltration), la méthode de Green et Ampt, la méthode SCS (ou méthode du Curve Number) et une version modifiée de la méthode de Horton.

### Méthode classique d'infiltration (Méthode de Horton)
Cette méthode est basée sur des observations empiriques montrant que l'infiltration diminue de façon exponentielle d'un taux maximal initial à un taux minimal au cours d'un événement pluvieux prolongé. Les paramètres d'entrée requis pour cette méthode incluent le taux d'infiltration maximal et minimal, un coefficient de décroissance décrivant la vitesse de diminution au fil du temps, ainsi que le temps nécessaire à un sol saturé pour être complètement sec (utilisé pour calculer la récupération du taux d'infiltration pendant les périodes sèches).

### Méthode de Horton modifiée
Il s'agit d'une version modifiée de la méthode classique de Horton qui utilise l'infiltration cumulative au-delà du taux minimal comme variable d'état (au lieu du temps sur la courbe de Horton). Cette variante offre une estimation plus précise de l'infiltration lorsque des intensités pluviométriques faibles se produisent. Elle utilise les mêmes paramètres d'entrée que la méthode de Horton traditionnelle.

### Méthode de Green–Ampt
Cette méthode suppose qu'un front d'humidité net existe dans la colonne de sol, séparant le sol avec un certain contenu d'humidité initial en dessous du sol saturé au-dessus. Les paramètres d'entrée requis sont le déficit initial en humidité du sol, la conductivité hydraulique du sol, et la hauteur de succion au niveau du front d'humidité. Le taux de récupération du déficit en humidité pendant les périodes sèches est empiriquement lié à la conductivité hydraulique.

### Méthode du SCS (Soil Conservation Service)
La méthode du SCS part de l'hypothèse que la capacité totale d'infiltration d'un sol peut être déterminée à partir d'une table de valeurs , les Curve Number. Lors d'un événement pluvieux, cette capacité est réduite en fonction des précipitations cumulées et de la capacité restante. Les paramètres d'entrée pour cette méthode sont le Curve Number et le temps nécessaire à un sol saturé pour sécher complètement.

## Modélisation de la charge en polluants
En plus de modéliser la génération et le transport des écoulements de ruissellement, SWMM peut également estimer la production de charges polluantes associées à ce ruissellement. Les processus suivants peuvent être modélisés pour un nombre quelconque de constituants de qualité de l'eau définis par l'utilisateur :
1. Accumulation de polluants par temps sec sur différents usages des sols.
2. Lessivage des polluants provenant d'usages spécifiques des sols pendant les événements pluvieux.
3. Contribution directe des dépôts de précipitations sèches et humides.
4. Réduction de l'accumulation par temps sec grâce au nettoyage des rues.
5. Réduction des charges lessivées grâce aux méthodes compensatoires utilisées.
6. Acheminement des constituants de qualité de l'eau dans le système de drainage.
7. Réduction de la concentration des constituants grâce au traitement dans des unités de stockage ou par des processus naturels dans les canalisations et canaux.

## Options de routage du logiciel

### Débit permanent
Le routage à débit constant représente la configuration la plus simple possible (en réalité il y a absence de routage) en supposant qu'à chaque pas de temps de calcul, le débit est uniforme et constant. Le programme de calcul se contente donc de traduire les hydrogrammes d'entrée en amont du conduit vers l'aval, sans retard ni changement de forme. L'équation du débit normal est utilisée pour relier le débit à la section d'écoulement.
Ce type de routage ne permet pas de tenir compte du stockage dans les conduites, des effets de remous, des pertes en entrée et en sortie, de l'inversion des écoulements ou des écoulements sous pression. La configuration débit permanent peut être uniquement utilisée lorsque le réseau est dendritique, c'est-à-dire où chaque nœud n'a qu'un seul lien de sortie (sauf si le nœud est un diviseur, auquel cas deux liens de sortie sont requis). Cette forme de routage est insensible au pas de temps utilisé et convient uniquement pour une analyse préliminaire à l'aide de simulations continues à long terme.

## Onde cinématique
Le routage par onde cinématique résout l'équation de continuité ainsi qu'une forme simplifiée de l'équation de quantité de mouvement dans chaque tronçon. Cette dernière fait l'hypothèse que la pente de la surface de l'eau est égale à celle du conduit.
Le débit maximal pouvant être transporté par une conduite correspond à la valeur normale du débit plein. Tout débit excédant cette capacité entrant dans le nœud d'entrée est soit perdu pour le système, soit peut s'accumuler au sommet du nœud d'entrée et être réintroduit dans la conduite dès que la capacité devient disponible.
Le routage par onde cinématique permet au débit et à la section d'écoulement de varier à la fois spatialement et temporellement dans un tronçon. Cela peut entraîner des hydrogrammes de sortie atténués et retardés lorsque l'écoulement est acheminé à travers le canal. Cependant, cette forme de routage ne permet pas de tenir compte des effets de remous, des pertes en entrée et en sortie, de l'inversion des écoulements ou des écoulements sous pression, et est également limitée aux configurations de réseau dendritiques. Elle peut généralement maintenir une stabilité numérique avec des pas de temps modérément grands, de l'ordre de 1 à 5 minutes. Si les effets mentionnés ne sont pas considérés comme significatifs, cette alternative peut être une méthode de routage précise et efficace, en particulier pour les simulations à long terme.

### Onde dynamique
Le routage par onde dynamique résout les équations complètes de débit unidimensionnel de Saint-Venant, produisant ainsi les résultats les plus théoriquement précis. Ces équations comprennent les équations de continuité et de quantité de mouvement pour les tronçons, ainsi qu'une équation de continuité du volume aux nœuds.
Avec cette forme de routage, il est possible de représenter les écoulements sous pression lorsqu'une conduite fermée devient pleine, permettant ainsi des débits supérieurs à la valeur normale de débit pleine. Une débordement se produit lorsque la hauteur d'eau à un nœud dépasse la profondeur maximale disponible, et le débit excédentaire est soit perdu pour le système, soit peut s'accumuler au sommet du nœud et réintégrer le système de drainage.
Le routage par onde dynamique peut prendre en compte le stockage dans les canaux, les remous, les pertes en entrée et en sortie, l'inversion des écoulements et les écoulements sous pression. Étant donné qu'il couple la solution pour les niveaux d'eau aux nœuds et les débits dans les conduits, il peut être appliqué à toute configuration de réseau général, y compris celles contenant plusieurs bifurcations aval et des boucles. C'est la méthode de choix pour les systèmes soumis à des effets de remous importants dus à des restrictions d'écoulement en aval et pour la régulation des écoulements via des déversoirs et des orifices. Cette généralité a toutefois un coût, nécessitant l'utilisation de pas de temps beaucoup plus petits, de l'ordre d'une minute ou moins (SWMM peut automatiquement réduire le pas de temps maximal défini par l'utilisateur si nécessaire pour maintenir la stabilité numérique).

## Méthodes compensatoires (LID)
Les méthodes compensatoires (en anglais Low-impact development components, LID) sont intégrées au sein du logiciel SWMM. En hydraulique urbaine, les méthodes compensatoires désignent l'ensemble des solutions misent en place pour ralentir le ruissellement urbain. Les ouvrages utilisés sont entre autres des bassins de rétention multi-usages, des surfaces favorisant l'infiltration, des noues et des drains.

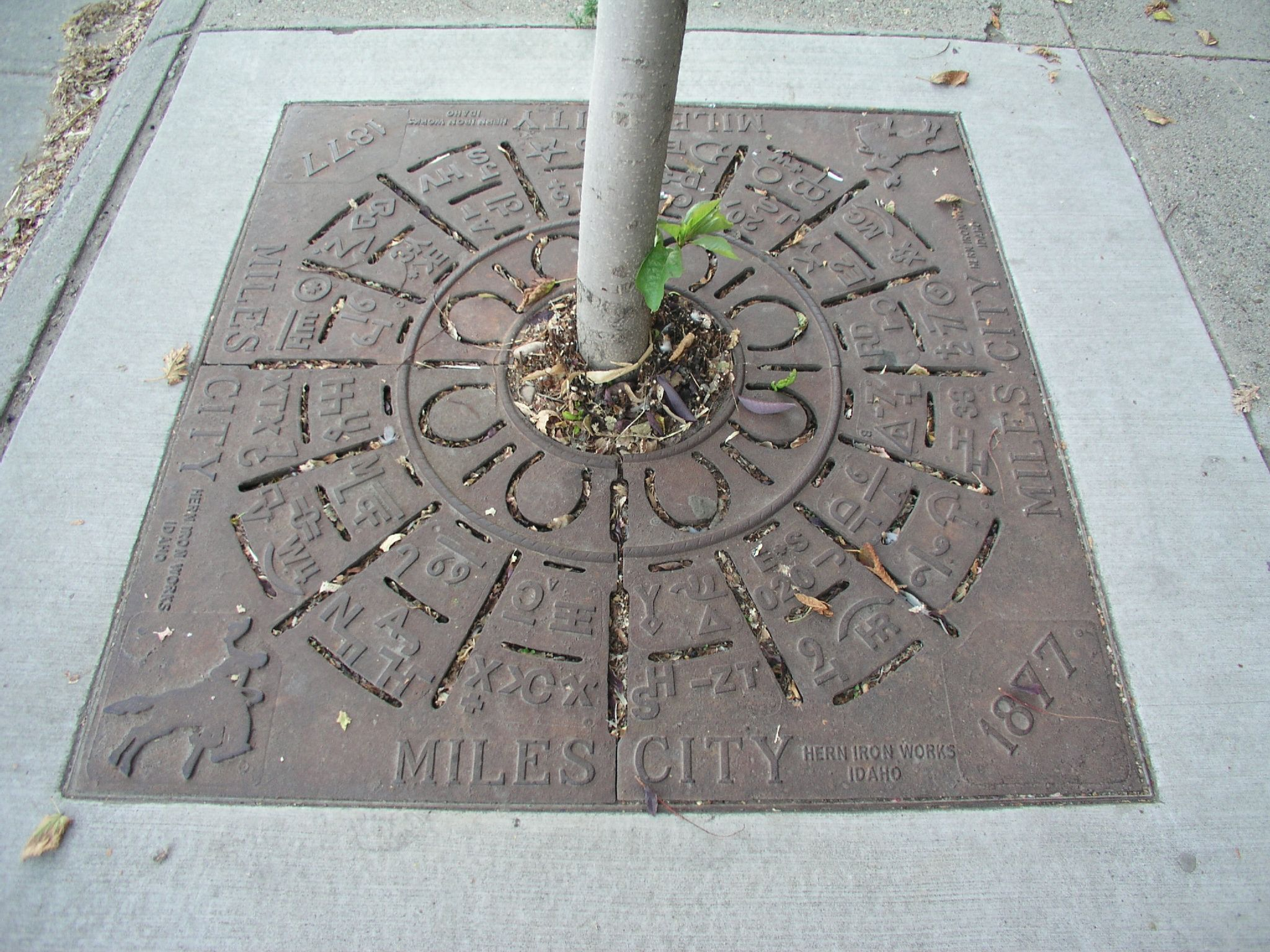
Plantation d'arbres sur Main Street à Miles City, Montana

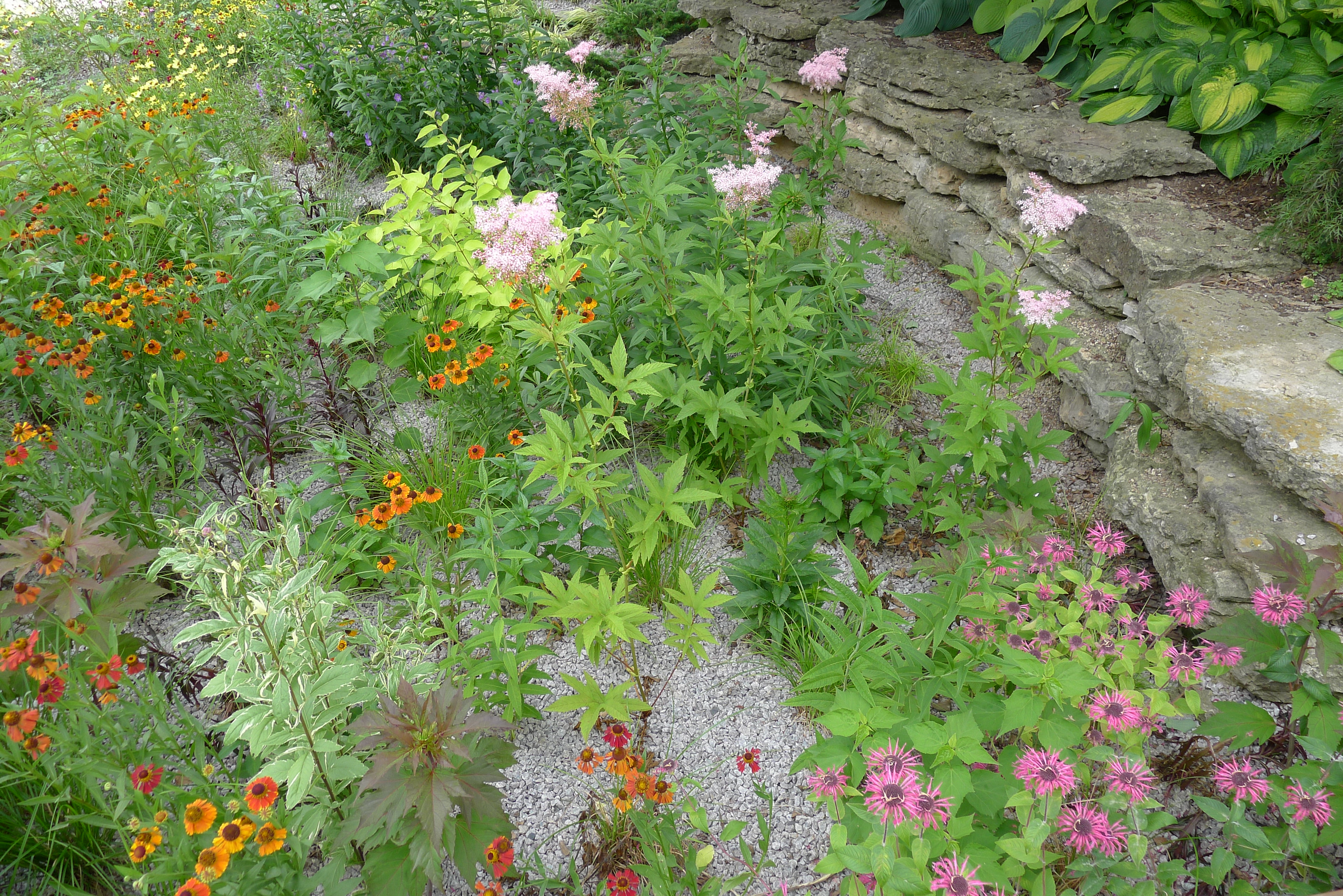
Jardin de pluie dans les jardins du centenaire d'Allen sur le campus de l'Université du Wisconsin-Madison

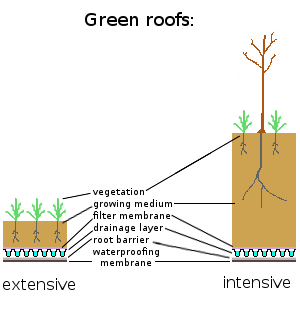
Toits verts extensifs intensifs

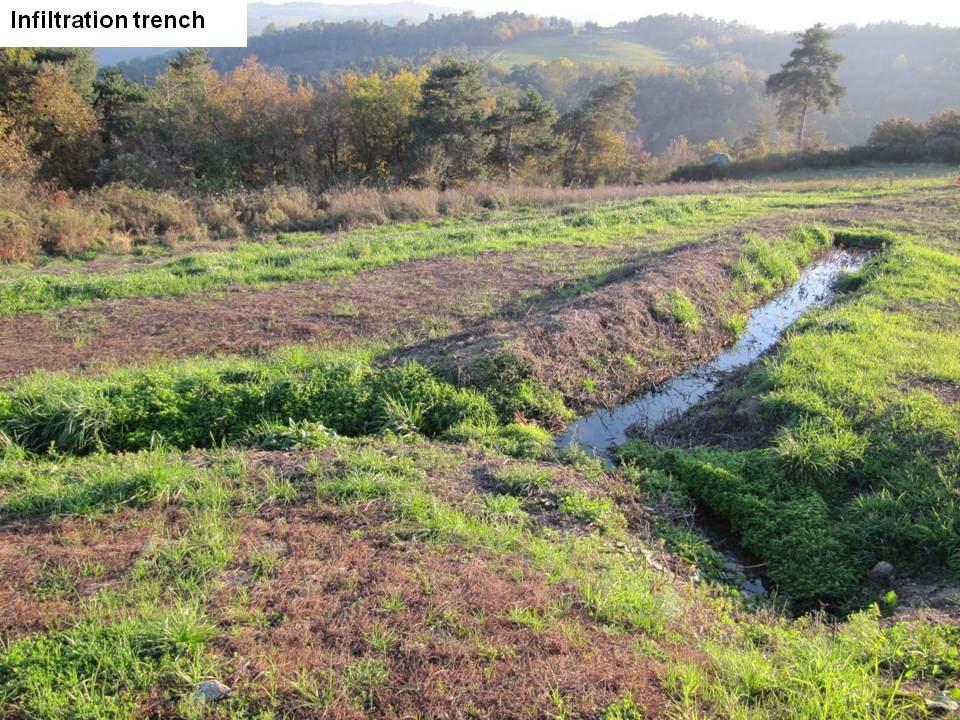
Tranchée d'infiltration en France

## Convertisseur de SWMM 3 et 4 vers SWMM 5
Le convertisseur de SWMM 3 et SWMM 4 permet de convertir jusqu'à deux fichiers des versions deux versions antérieures en même temps vers SWMM 5. S'il existe une combinaison de réseau SWMM 4 incluant Runoff, Transport et Extran, il faudra la convertir en plusieurs étapes. Les deux ensembles de données devront ensuite être copiés et collés ensemble pour former un seul fichier de données SWMM 5. Le fichier de coordonnées x, y n'est nécessaire que s'il n'y a pas de coordonnées x, y existantes sur la ligne D1 des données d'entrée Extran de SWMM 4. La commande Fichier=>Définir un fichier ini peut être utilisée pour définir l'emplacement du fichier ini. Ce fichier ini sauvegardera les données d'entrée et les répertoires du projet de conversion.
Les fichiers SWMM 3 et SWMM 3.5 sont en format fixe, alors que ceux de SWMM 4 sont en format libre. Le convertisseur détectera automatiquement la version de SWMM utilisée. Les fichiers convertis peuvent être combinés en utilisant un éditeur de texte pour fusionner les fichiers inp créés.

## Module complémentaire SWMM-CAT pour le changement climatique
L'outil d'ajustement climatique du modèle de gestion des eaux pluviales (SWMM-CAT) est une nouvelle fonctionnalité ajoutée à SWMM5 (décembre 2014). C'est un utilitaire logiciel simple à utiliser qui permet d'incorporer les projections futures du changement climatique dans le modèle de gestion des eaux pluviales (SWMM). SWMM a été mis à jour pour accepter un ensemble de facteurs d'ajustement mensuels pour chacune des séries temporelles, pouvant représenter l'impact des changements climatiques futurs. SWMM-CAT fournit un ensemble d'ajustements spécifiques à une localisation, dérivés des modèles climatiques mondiaux exécutés dans le cadre du programme Programme mondial de recherche sur le climat (WCRP) et du projet CMIP3 (Coupled Model Intercomparison Project Phase 3).
Les ajustements peuvent être appliqués mensuellement aux températures de l'air, aux taux d'évaporation, aux précipitations ainsi qu'aux tempêtes de conception de 24 heures avec différents intervalles de récurrence. Ces ajustements proviennent des modèles climatiques mondiaux exécutés dans le cadre du projet CMIP3 du WCRP. Les résultats réduits de ce projet ont été générés et convertis en variations par rapport aux valeurs historiques par le projet CREAT de l'USEPA.
Les étapes suivantes permettent de sélectionner un ensemble d'ajustements à appliquer à SWMM5 :
1. Entrez les coordonnées de latitude et de longitude de la localisation, si disponibles, ou son code postal à 5 chiffres. SWMM-CAT affichera une gamme de résultats pour le changement climatique basés sur les données CMIP3 les plus proches de la localisation.
2. Sélectionnez si vous souhaitez utiliser les projections climatiques basées sur une période de projection à court ou long terme. Les résultats affichés pour le changement climatique seront mis à jour pour refléter ce choix.
3. Sélectionnez un scénario de changement climatique à sauvegarder dans SWMM. Trois choix sont disponibles : 
  1. Le scénario Chaud/Sec représente un modèle où le changement moyen de température est élevé et le changement moyen de précipitations est faible parmi toutes les projections.
  2. Le scénario Tiède/Humide représente un modèle où le changement moyen de température est faible et le changement moyen de précipitations est élevé.
  3. Le scénario Médian correspond à un modèle dont les variations de température et de précipitations sont les plus proches de la médiane des modèles.
4. Cliquez sur le lien Enregistrer les ajustements dans SWMM pour ouvrir une boîte de dialogue permettant de sélectionner un fichier projet SWMM existant où enregistrer les ajustements. La boîte de dialogue permettra également de choisir le type d'ajustements à sauvegarder (température mensuelle, évaporation, précipitations ou tempêtes de conception de 24 heures). La conversion des unités de température et d'évaporation est automatiquement gérée en fonction du système d'unités (US ou SI) détecté dans le fichier SWMM.

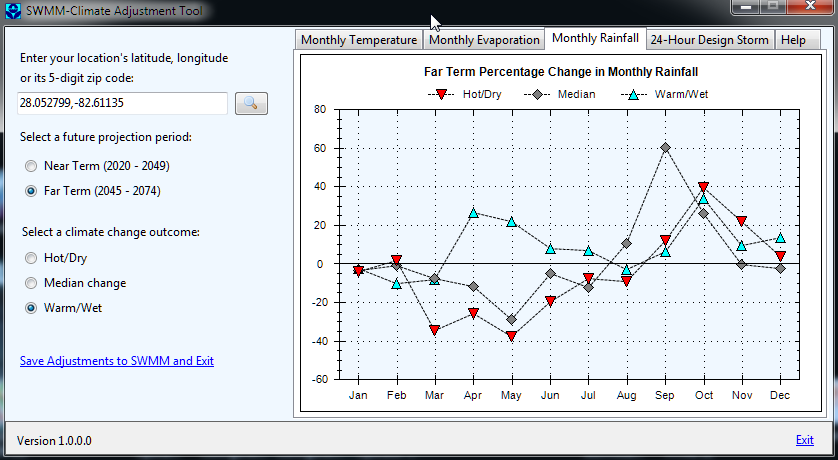
Programme de l'EPA sur les changements climatiques dans SWMM5

## Calculateur des eaux pluviales de l'EPA basé sur SWMM5
D'autres programmes externes qui aident à la génération de données pour le modèle EPA SWMM 5 incluent : 
- SUSTAIN[7],
- BASINS[8],
- SSOAP[9],
- Le calculateur national des eaux pluviales de l’EPA (SWC)[10], une application de bureau qui estime la quantité annuelle d’eau de pluie et la fréquence des écoulements d’un site spécifique partout aux États-Unis (y compris Porto Rico).

Les estimations sont basées sur la couverture du sol et les précipitations historiques.

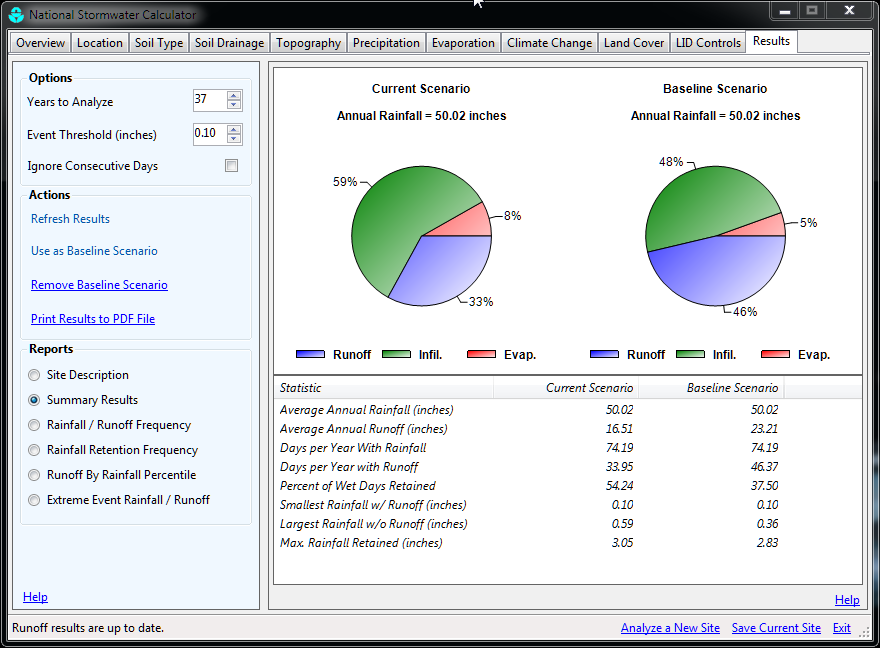
Figure 5. Le calculateur des eaux pluviales de l'EPA pour simuler le ruissellement à long terme avec LID et le changement climatique.

## Domaines d'application
SWMM peut être utilisé en hydraulique urbaine (eaux pluviales, eaux usées). Les applications typiques incluent :
1. la conception et le dimensionnement des composants des systèmes de drainage pour le contrôle des inondations
2. le dimensionnement des installations de retenue et de leurs équipements annexes pour le contrôle des inondations et la protection de la qualité de l'eau·
3. la cartographie des plaines inondables des systèmes de canaux naturels, en modélisant l'hydraulique fluviale et les problèmes d'inondation associés à l'aide de canaux prismatiques·
4. la conception de stratégies de contrôle pour minimiser les débordements d'égouts combinés (CSO) et les débordements d'égouts sanitaires (SSO)·
5. l'évaluation de l'impact des infiltrations et apports sur les débordements d'égouts sanitaires·
6. la génération de charges polluantes diffuses pour les études d'allocation des charges polluantes·
7. l'évaluation de l'efficacité des BMP et des LID des sous-bassins pour réduire les charges polluantes en temps de pluie·
8. la modélisation pluie-ruissellement des bassins versants urbains et ruraux·
9. l'analyse hydraulique et de la qualité de l'eau des systèmes d'égouts pluviaux, sanitaires et combinés·
10. la planification générale des systèmes de collecte des eaux usées et des bassins versants urbains·
11. les évaluations des systèmes associées aux réglementations de l'EPA, y compris les permis NPDES, CMOM et TMDL·
12. les prévisions 1D et 2D (stagnation en surface) des niveaux d'inondation et des volumes d'inondation.

## Plateformes SWMM
Le moteur de calcul SWMM5 est utilisé par une variété de progiciels, en comprenant un grand nombre de nature commercial. Voici une liste non exhaustive des versions développées à partir du moteur de calcul SWMM5 :
- EPA-SWMM de l'EPA
- ICM SWMM d'Autodesk Infrastructures hydrauliques dans Autodesk
- InfoDrainage, d'Autodesk Water Infrastructure dans Autodesk
- InfoWorks ICM qui comprend les composants RDII, qualité de l'eau et hydrologie de SWMM5. Infrastructures hydrauliques Autodesk dans Autodesk
- Analyse des tempêtes et des conditions sanitaires d'Autodesk
- PCSWMM
- MIKE URBAIN
- SewerGEMS et CivilStorm de Bentley Systems, Inc.
- Fluidit Égout et Fluidit Storm
- Modèle d'inondation de Jacobs
- GéoSWMM
- Giswater
- Logiciel d'intégration EPANET et SWMM basé sur SIG.
- PySWMM par OpenWaterAnalytics
- AquaTwin-Sewer par Aquinuity
- Tuflow par Tuflow